# إريك شفيج
إريك شفيج هو ممثل كندي، ولد في 19 يونيو 1967 في كندا.

## أعمال

### أفلام
- (1992) آخر الموهيكان[2]

## وصلات خارجية
- إريك شفيج على موقع IMDb (الإنجليزية)
- إريك شفيج على موقع ألو سيني (الفرنسية)
- إريك شفيج على موقع أول موفي (الإنجليزية)
- إريك شفيج على موقع قاعدة بيانات الأفلام السويدية (السويدية)
- إريك شفيج على موقع إن إن دي بي (الإنجليزية)
- إريك شفيج على موقع قاعدة بيانات الفيلم (الإنجليزية)
- إريك شفيج على موقع كينوبويسك (الروسية)